# Mitchell Lichtenstein
Mitchell Wilson Lichtenstein (nascut el 10 de març de 1956) és un actor, escriptor, productor i director estatunidenc.

## Primera vida i educació
Fill d'Isabel (de soltera Wilson) i Roy Lichtenstein, va estudiar actuació al Bennington College a Vermont. El seu pare és d'origen jueu.

## Carrera professional
El primer paper de Mitchell va ser a la pel·lícula de 1983 Lords of Discipline, filmada en gran part al Wellington College al Regne Unit. A la pel·lícula d'Ang Lee The Wedding Banquet (1993), Lichtenstein va interpretar la parella d'un taiwanès gai que viu als Estats Units que es veu obligat a casar-se pels seus pares. Altres crèdits d'actuació cinematogràfica inclouen Streamers , pel qual ell i altres membres del repartiment Guy Boyd, George Dzundza, David Alan Grier, Matthew Modine i Michael Wright van ser guardonats amb la Copa Volpi per la millor interpretació masculina del Festival Internacional de Cinema de Venècia.
Va produir, escriure i dirigir la pel·lícula de terror de comèdia negra del 2007 Teeth, sobre les trampes i el poder d'una noia com a exemple viu del mite de la vagina dentata mite. La pel·lícula es va estrenar al Festival de Cinema de Sundance de 2007 amb crítiques positives.
La seva pel·lícula Happy Tears es va estrenar al Festival Internacional de Cinema de Berlín el 2009. La seva pel·lícula Angelica i va ser seleccionada per ser projectada a la secció Panorama del 65è Festival Internacional de Cinema de Berlín.

## Filmografia

### Actor

#### Cinema
| Any  | Títol                   | Paper                    | Notes |
| ---- | ----------------------- | ------------------------ | ----- |
| 1983 | The Lords of Discipline | Tradd St. Croix          |       |
| 1983 | Streamers               | Richie                   |       |
| 1984 | Crackers                | Artista                  |       |
| 1993 | The Wedding Banquet     | Simon                    |       |
| 1995 | Kangaroo Man            | Dr. Peter Briggs         |       |
| 1996 | Ratchet                 | Tim Greenleaf            |       |
| 1999 | Flawless                | Portantveu republicà gai |       |

#### Televisió
| Any        | Títol                        | Paper                    | Notes                       |
| ---------- | ---------------------------- | ------------------------ | --------------------------- |
| 1984       | Miami Vice                   | Mark Jr.                 | Episodi: "Little Prince"    |
| 1987       | L'equalitzador               | Alex Hayes               | Episodi: "Coal Black Soul"  |
| 1990       | Blue Bayou                   | Martin Vernet            | Telefilm                    |
| 1993       | Cheers                       | Cambrer                  | Episodi: "One for the Road" |
| 1993       | As the World Turns           | Gili                     | Episodi #1.9548             |
| 1995, 1998 | Law & Order                  | Joe Gibb /Eddie Chandler | 2 episodis                  |
| 1998       | Homicide: Life on the Street | Adam / David Ralston     | Episodi: "Brotherly Love"   |

### Director
| Any  | Títol       | Notes                       |
| ---- | ----------- | --------------------------- |
| 2007 | Teeth       | També productor i guionista |
| 2009 | Happy Tears | També productor i guionista |
| 2015 | Angelica    | També productor i guionista |